# 目黒大路
目黑 大路（めぐろ だいぢ、1975年〈昭和50年〉2月14日 - ）は、日本の舞踏家・振付家。
「旅芸人一座 ゑびす大黑座」主宰、「Kyoto Butoh Experience」代表。

## 略歴
2000年より、舞踏家の元藤燁子に師事。
2001から2003年「土方巽記念 アスベスト館」の作品に出演。また、2003年「Ko&Edge Co」に参加（主宰 室伏鴻）。
翌年、舞踏カンパニー「NUDE」設立し、2009年まで活動が続いた。
2009年、ソロ舞踏家・振付家としての活動を開始。翌年、平成22年度 文化庁 新進芸術家海外研修制度研修員としてニューヨークへ留学。
2016年には、洋の東西の大衆文化を折衷した出し物を興行する「旅芸人一座 ゑびす大黑座」を設立。
2018年、学生や様々な地域の住民と、地域社会が抱える問題を題材に「舞踏ミュージカル」を創作。
2025年、京都にて外国人が舞踏を体験できる「Kyoto Butoh Experience」を設立。

## 主な作品・出演リスト
2003年
- 「金色の荒野に二人の赤い王」（ソロ作品｜東京芸術劇場　Dance Selection 2003）
- 「土方巽とともに」（振付：元藤燁子｜シンガポールツアー）

2004年
- 「skin」（振付作品｜公園通りクラシックス）
- 「アスベスト館ウィーク 「舞踏の火、舞踏の華」」（出演｜横浜バンクアート）[1]

2005年
- 「自分が殺される日」（振付作品｜西荻WENZスタジオ）
- 「美貌の青空」（振付：室伏鴻｜アメリカツアー The Art Institute of Chicago 他）[2]

2006年
- 「部屋」（振付作品｜神楽坂Die Pratze）[3]

2007年
- 「地平線は絶えず逃亡する」（共同振付｜麻布DiePlatze）

2008年
- 「思量箇不思量底」（ソロ作品｜神楽坂Die Pratze）[4]
- 「DEAD１」（振付：室伏鴻｜アメリカ・中国ツアー Jacob's Pillow Dance Festival 他 ）[5]

2009年
- 「この物体」（ソロ作品｜日本ツアー）[6]
- 「Convulsions」（振付：室伏鴻｜NY ジャパンソサエティー）

2010年
- 「Contorsions」（振付：室伏鴻｜フランスツアー CNDC）
- 「荒漠」（振付作品｜鳥の劇場）[7]

2011年
- 「Pass」（ソロ作品｜プエルトリコ）
- 「i」（振付作品｜アメリカ ニューヨーク）

2013年
- 「Instant Message」（共同振付｜ハンガリー Budapest National Dance Theatre）
- 「i2=－1」（振付作品｜鳥の劇場）

2014年
- 「薔薇の性」（ソロ作品｜芝居小屋ニューラッキー）
- 「ジャパン・シンドローム～step3.“球の外側”」（演出：高嶺格｜KEX 2014）

2015年　
- 「ナレノハテ」（振付作品｜日本ツアー アサヒアートスクエア 他）[8]

2016年
- 「かけら」(振付作品｜ArtTheater dB KOBE）[9]
- 「キング リア プロジェクト」(参加｜Art Place Tutbat 韓国 江原道）

2017年
- 「Macabre」（ソロ作品｜奈義町現代美術館）
- 「Artists' Playground」（参加｜Art Place Tutbat 韓国 江原道）

2018年　
- 「極東ラブストーリー」（振付作品 舞踏ミュージカル｜Byeolmuri Theater（韓国安山市）

2019年　
- 「妖怪屋敷 de 妖怪ショー‼」（ソロ作品｜あかがねミュージアム）[10]
- 「妖怪ショー‼」　（ソロ作品｜金沢21世紀美術館）[11]

2020年
- 「UFO」（ソロ作品｜妻木晩田遺跡）

2021年
- 「疫病神」(ソロ作品｜鳥取 大山）[12]

2022年
- 「マフィアの妻たち」（振付作品 舞踏ミュージカル｜はっぴーの家ろっけん）

2023年
- 「地獄極楽 妖怪ショー‼」（ソロ作品｜新開地アートひろば）[13]

## ダンス映像
- Handsome Blue Sky
- Butō / Ko Murobushi - Dead 1
- この物体 / videodance
- Daiji Meguro Butoh Solo "The Body". Shooting by Hiroyoshi Takishima